# 張紳
張紳（1421年—？），字仲書，直隸應天府句容縣（今屬江蘇）人，民籍。明朝政治人物。同進士出身。

## 生平
應天府鄉試第三十名。正統十年（1445年）乙丑科會試第三十七名，殿試登商輅榜進士第三甲第二十八名，授行人，升南京雲南道御史，任內清理屯田，處置有法，擢拔為陝西按察司僉事，轉布政司參政。因安撫流民有功，進階奉政大夫。官至山东参政。工於书法，“片紙隻字，人視之為拱璧”。卒年不詳。

## 著作
弘治《句容縣志》收錄其〈御史张绅屯田序〉一文。

## 家族
曾祖父張祐之。祖父張景賢。父亲張以寬。